# エリノア・ドナヒュー
エリノア・ドナヒュー（Elinor Donahue (Mary Eleanor Donahue)、1937年4月19日 - ）はアメリカ合衆国の女優。生まれつきの赤い髪で、シットコム『パパは何でも知っている』でロバート・ヤングの長女役で人気のあったエリザベス・アンダーソン(ベティ)役で知られる。このドラマで知り合ったプロデューサーのハリー・アッカーマンと結婚し、彼が亡くなる1991年まで婚姻関係は約30年続いた。2人の間にはピーター、ジェイムス、クリストファーの3人の子供がいる。

## 来歴

### 若年期
ワシントン州タコマでトーマス・ウィリアム・ドナヒューとドリス・ジュヌビエーブ(旧姓ゲルボウ)の娘として生まれる。母は舞台衣装を職業としていたが娘のダンスレッスンの費用を稼ぐためにデパートのセールスのアルバイトもやっていた。5歳の頃から合唱舞踊の映画に出演し、後にフレッド・アステアのパートナーとなるバリー・チェイスもそのメンバーに含まれていた。子供の頃からヴォードヴィルで活動し、10代の頃はエリザベス・テイラー主演『Love Is Better Than Ever 』などいくつかの映画で小さい役で出演していた。

### 『パパは何でも知っている』以降
ロバート・ヤング、ジェーン・ワイアット、ビリー・グレイ、ローレン・チャピンと共演したファミリー・ドラマ『パパは何でも知っている』の長女ベティ役で一躍有名になる。
以降数々のテレビ番組に出演。ABCの音楽番組『Jukebox Jury 』(1953年～54年)で審査員を務めたこともある。『パパは何でも知っている』第1シーズン放送中、レイ・ボルガーの『The Ray Bolger Show 』に出演。
1960年、犯罪ドラマ『The Brothers Brannagan 』の『Duet 』のエピソードにマリオン・ロスと共に出演。さらにABCの『The Odd Couple 』でミリアム・ウェルビー役、『Mulligan's Stew 』でジェーン・マリガン役、『デイズ・オブ・アワ・ライブス』で看護士ケイト・ハニカット役を演じた。CBSの『メイベリー110番』で薬剤師エリー・ウォーカー役を演じいくつかのエピソードに出演し、オープニングで主演として名前が出たこともある。この役は主演のアンディ・グリフィス演じるアンディ・テイラーと恋仲になるのだが、3年間の契約のうち第1シーズン(1960年～1961年)が終わった時点で彼女の方から降板を申し入れた。
1964年、ジャック・ギングとラルフ・ベラミー主演のNBCの医療ドラマ『The Eleventh Hour 』のエピソード『The Secret in the Stone 』にメラニー役で出演。ロサンゼルスの架空の百貨店を舞台にしたCBSのシットコム『Many Happy Returns 』の1964年から1965年のシーズンでジョン・マクギバー演じるウォルター・バーンリーの娘ジョアン・ランドール役で主演の一人となった。
1967年、『スタートレック』第2シーズンのエピソード『Metamorphosis 』にゲスト出演。グレン・コーベット演じるワープ技術の発明者ゼフラム・コクレーンと共に働く連邦コミッショナー次官ナンシー・ヘッドフォードを演じた。1968年から1970年、『The Flying Nun 』でサリー・フィールド演じるシスター・バートリルの姉ドクター・ジェニファー・エスリントンを演じた。1978年、NBCのシットコム『Please Stand By 』に主演。1984年、『ハッピーデイズ』の最終シーズンで、10代の薬物中毒者の子を持つ母親ミセス・ブロデリック役で出演。1987年、フォックス放送の短命に終わったドラマ『The New Adventures of Beans Baxter 』でタイトル・ロールのビーンズ・バクスターの母親役で出演。1989年、『The Golden Girls 』でハーブ・エデルマン演じる主人公の3番目の妻キャサリン役で1エピソードに出演。
1948年、『Three Daring Daughters 』の娘たちの一人で出演。

### 1990年代以降
1990年、映画『プリティ・ウーマン』でビバリーヒルズの洋服店ブリジットのマネージャー役で出演。
1990年から1992年、シットコム『Get a Life 』でクリス・エリオット演じるクリス・ピーターソンの母親役で出演し、CBSの『ドクタークイン 大西部の女医物語』でレベッカ・クイン役でレギュラー出演。1994年、『フレンズ』の『The One Where Nana Dies Twice 』のエピソードでリリアンおばさん役で出演。
1998年、150以上の彼女のレシピとハリウッドでの思い出を盛り込んだ『In the Kitchen with Elinor Donahue 』を発行。
2010年9月、『ザ・ヤング・アンド・ザ・レストレス』でニッキー・ニューマンの古い友人の一人を演じた。